# Прайори Лейн
«Прайори Лейн» (англ. Priory Lane) — футбольный стадион, расположенный в английском городе Истборн, графство Восточный Суссекс. Открыт в 1988 году, с этого же времени — домашнее поле местного клуба «Истборн Боро». На данный момент вмещает 4 151 зрителя.

## История арены
Официальной датой открытия арены считается 1988 год, однако планы по строительству собственного стадиона представители руководства «Истборн Боро» рассматривали ещё с 1983 года, когда команда только что присоединилась к участникам любительской футбольной лиги графства.
15 сентября 1984 года на «Прайори Лейн» состоялся первый официальный матч, в котором хозяева обыграли соперников из «Ист — Престона» со счетом 1:0.
Первым полем для «Истборн Боро» стало поле перед нынешним стадионом.
В 1989 году на арене прошли работы по реконструкции, включавшие, в частности, установку дренажной системы для полива газона.
В 1985 году на арене были установлены новые трибуны, значительно улучшившие обзор зрителям во время матчей.
Главная трибуна арены была возведена в сезоне 1999/00.
Помимо, собственно, футбольного поля, на «Прайори Лейн» имеется также крытый боулинг-центр, здание мультиспортивного фитнес-клуба, полигон для стрельбы из лука и высококлассные теннисные корты.
В 2007 году клуб рисковал лишиться своей арены ввиду спора об арендной стоимости с властями города, однако разногласия в скором времени были улажены благодаря своевременному вмешательству официальных представителей Футбольной Ассоциации.
Рекорд посещаемости стадиона был зарегистрирован в 2005 году, когда 3 770 поклонников «Истборна» пришли поддержать свою любимую команду в игре с клубом Лиги 2 «Оксфорд Юнайтед» в рамках первого раунда розыгрыша Кубка Англии (1:1).
12 октября 2008 года с «Прайори Лейн» впервые прошла прямая телетрансляция: была показана игра с клубом «Стивенидж».
В марте 2016 года на поле был уложен искусственный газон.
С 2017 года свои домашние игры на арене также проводит любительская команда «Лэнгни Уондерерс».